# یواس‌اس گدوال (ای‌ام-۳۶۲)
یواس‌اس گدوال (ای‌ام-۳۶۲) (به انگلیسی: USS Gadwall (AM-362)) یک کشتی بود که طول آن ۱۸۴ فوت ۶ اینچ (۵۶٫۲۴ متر) بود. این کشتی در سال ۱۹۴۳ ساخته شد.